# Jealousy (nummer van Queen)
Jealousy is een nummer van de Britse rockband Queen van het album Jazz. Het is geschreven door leadzanger Freddie Mercury, die de piano bespeelt. Brian May speelt op zijn Hairfred-akoestische gitaar. Het hele nummer werd alleen gezongen door Mercury.